# Нисиносима (остров)
Нисиносима (яп. 西之島) — вулканический остров (ранее подводный вулкан), расположенный в Тихом океане. Административно расположен в территориальных водах Японии (округ Огасавара в составе префектуры Токио).

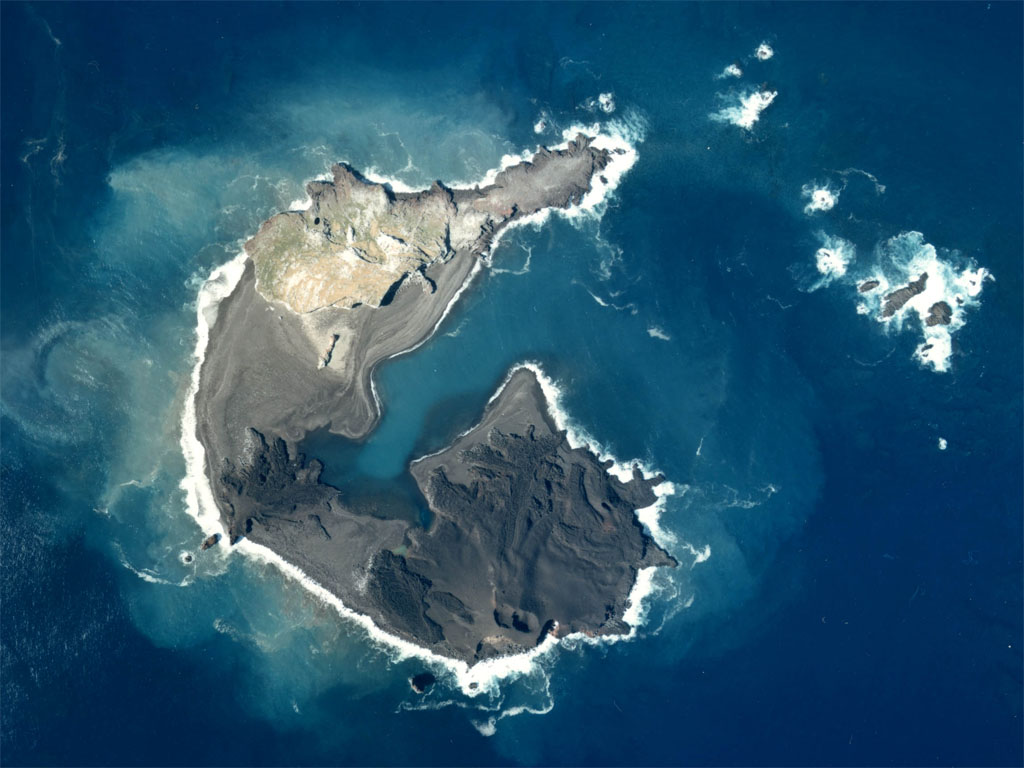
Нисиносима в 1978 году

Находится на расстоянии в 950 км к югу от Токио. Расположен к северу от группы островов Кадзан в районе Бонин. Образовался в 1974 году. В 2014 году рядом с островом возник новый остров в результате извержения, вследствие 6-месячного извержения он соединился с Нисиносима, не получив официального названия, и продолжил расти. Объемы выбросов с ноября 2013 по июль 2015 года составили около 160 миллионов кубических метров, что приблизительно равно 400 миллионам тонн. На 20 ноября 2015 года протяженность острова с запада на восток составляет 1850 метров, а с юга на север — 1900 метров. Наивысшая точка острова расположена на высоте около 100 метров над уровнем моря. Начиная с 1973 года по настоящее время вулкан незначительно себя проявлял 9 раз.

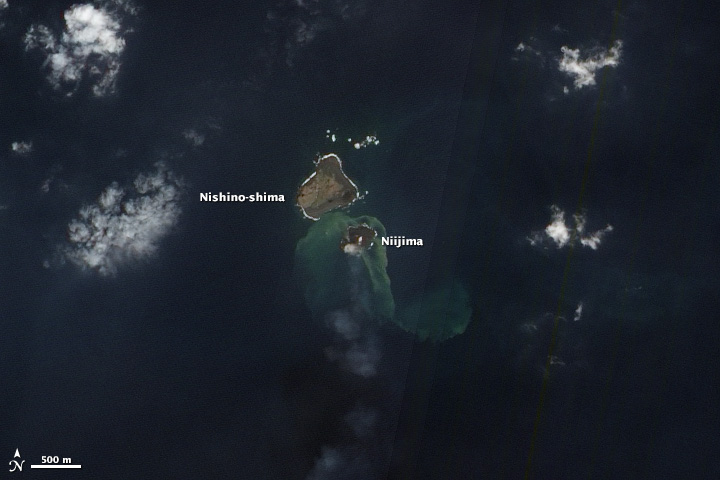
Нисиносима и Ниидзима в 2013 году (второй вскоре слился с первым)

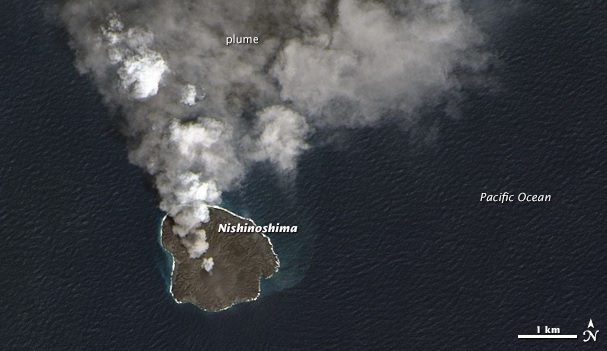
Вулканическая активность на объединившемся острове в 2015 году

Надводная часть острова первоначально имела размеры 800 × 600 метров. Выделялись 3 вершины, расположенные на западном, северном, северо-восточном склонах. За 40 лет существования острова его площадь сперва уменьшилась почти вдвое, однако с середины 1980-х годов темпы эрозии замедлились, а в 2014—2015 годах остров вновь прирос за счёт соседнего подводного вулкана. Нисиносима — один из немногих островов, появившихся в современное время. Островная часть иногда именуется Росарио.